# Chrysopilus longipalpis
Chrysopilus longipalpis är en tvåvingeart som beskrevs av Hardy 1949. Chrysopilus longipalpis ingår i släktet Chrysopilus och familjen snäppflugor. Inga underarter finns listade i Catalogue of Life.